# Autoharpe
L'autoharpe est un instrument à cordes pincées, variation nord-américaine de la cithare autrichienne ; elle est jouée dans la région des Appalaches pour accompagner la musique folk ou bluegrass.
Le mot Autoharp a été déposé en 1926 ; la société US Music Corporation prétend en être propriétaire. L'organisme d'enregistrement des marques aux États-Unis (USTPO) ne protège que les mots, lettres et/ou nombres dans leur forme stylisée. De fait, seul le graphisme du logo Autoharp est protégé, le terme lui-même étant devenu un mot d'usage général.
Nikola Tesla a effectué ses premières expériences de télégraphie sans fil avec une autoharpe en mars 1896 au Pike's Pike, dans le Colorado.

## Lutherie
L'autoharpe a une forme trapézoidale, une ouïe centrale circulaire et généralement 36 cordes (certaines autoharpes en ayant jusqu'à 48) tendues dans le sens de la longueur de l'instrument. Les cordes sont fixées à la base par des pointes et accordées en haut par des chevilles en métal qui permettent de régler la hauteur du son de chaque corde à l'aide d'une clé en métal.
La caractéristique de cet instrument qui le différencie des autres cithares est un boîtier posé au-dessus des cordes dans le sens de la largeur de l'instrument. Ce boîtier contient un jeu de barres (dont le nombre varie en fonction de l'instrument) équipées d'étouffoirs qui neutralisent la vibration de cordes choisies à l'avance et permet ainsi d'obtenir des accords avec les autres cordes libres. On les met en action en appuyant sur des boutons et elles reviennent à leur emplacement initial grâce à un système de ressorts. Les noms des accords obtenus par ces barres sont inscrits avec la notation anglo-saxonne A B C D E F G (respectivement la si do ré mi fa sol) sur le boîtier. Les accords disponibles sont des accords mineurs, majeurs et de septième. Les modèles les plus courants possèdent un jeu de 12 accords et un nombre plus important pour les instruments plus élaborés.

## Jeu
L'autoharpe est un instrument aux nombreuses possibilités : on peut jouer de cet instrument pour accompagner une mélodie en grattant les cordes avec un plectre (ou médiator) sur la partie libre des cordes en dessous du boîtier ou faire un jeu instrumental plus élaboré et même mélodique sur la partie libre des cordes au-dessus du boîtier avec la main droite et sa possibilité d'alternance pouce-doigts. Le pouce joue en général les basses et les autres doigts font la mélodie harmonisée. En combinant les différentes méthodes de jeu, un utilisateur entraîné peut produire de la musique d'une complexité surprenante.
Cet instrument a été popularisé en France par Hugues Aufray avec la chanson Le rossignol anglais et par Graeme Allwright à ses débuts (Il faut que je m'en aille, Petit Garçon) ; il est encore plus célèbre aux États-Unis grâce à la famille de musiciens traditionnels Carter dont notamment Maybelle Carter. Cet instrument doit sa diffusion dans les montagnes des Appalaches à la persuasion des vendeurs de catalogues d'objets divers qui ont convaincu les paysans qu'on pouvait facilement chanter les airs traditionnels et s'accompagner avec cet instrument sans savoir grand-chose de la musique.
Il bénéficie d'un regain d'intérêt grâce à des luthiers qui fabriquent des instruments de meilleure facture qu'à l'origine, et grâce à des musiciens qui en jouent de manière professionnelle tels The Brobdingnagian Bards, groupe américain de musique médiévale et celtique, ou encore Timber Timbre, Bryan Bowers, Kilby Snow, Mike Seeger, Billy Connolly, Harvey Reid, Pop Stoneman, Lyle Mays.
Sur sa dernière chanson enregistrée avec les Rolling Stones, You Got the Silver, Brian Jones utilise une autoharpe. Bat for Lashes en joue dans la chanson Prescilla, Cat Power dans sa version de Sea of Love, PJ Harvey dans sa tournée Let England Shake. L'instrument est utilisé dans le dernier assemblage musical de l'artiste français Gabriel Yacoub, Malicorne ainsi que par la chanteuse Pomme. Sur l'album de Alison Krauss et Robert Plant intitulé Raising Sand, le guitariste Mike Seeger en joue sur la dernière chanson de l'album, Your Long Journey.
Il est très facile de jouer juste avec une autoharpe, du moment qu'elle est bien accordée. Mais l'accordage lui-même est une opération longue et fastidieuse, comme avec tous les instruments ayant une corde voire plus par note (pianos, clavecins, harpes etc.).

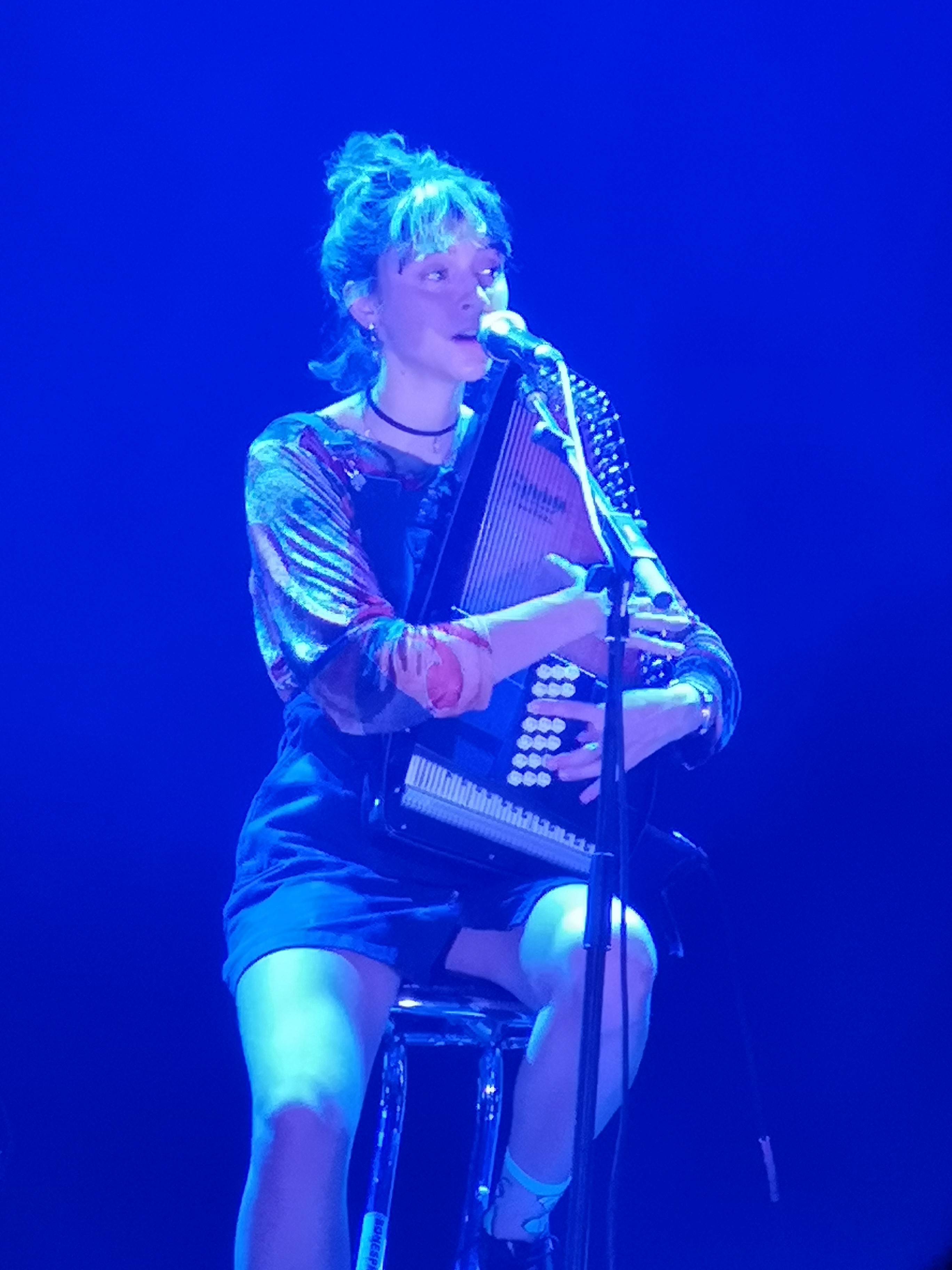
La chanteuse Pomme s'accompagnant d'une autoharpe au Printemps de Bourges en 2020.